# Iríni Apérgi
Iríni Apérgi (grec moderne : Ειρήνη Απέργη), née le 21 mars 1921 à Athènes, morte le 9 juin 1994 dans la même ville, est une artiste contemporaine grecque.

## Biographie
De 1940 à 1948, elle étudie à l'école des beaux-arts d'Athènes, dans la classe de Oumvértos Argyrós. Elle se marie au sculpteur Achille Aperghis (en). À partir de 1979, elle expose son travail à Athènes.
Ses premiers travaux font partie de l'abstraction géométrique. Elle va ensuite s'intéresser à plusieurs matières tels le bois, la gaze, le tissu. Elle crée des installations afin d'occuper l'ensemble de l'espace d'exposition.
Ses œuvres sont présentées en 1981, lors de l'exposition l'art grec contemporain, aux Pays-Bas.

## Expositions
- Irene Apergis, Galerie d'imprimés contemporains, Athènes, 1982
- Sky, Medusa art gallery, Athènes, 1985[2]
- Cracks, Medusa Art Gallery, Athènes, 1988
- Opening, Diaspro Art Center, Nicosie, 1990[3]
- Irene Apergis, Galerie Medusa, Athènes, 1995
- Pavillon grec, Biennale de Venise, 2015[4]